# Piosnka wujaszka
Piosnka wujaszka : komedyjka ze śpiewkami – jednoaktowa komedia Jana Aleksandra Fredry. Prapremiera odbyła się 26 stycznia 1866 we Lwowie.

## Treść
Akcja rozgrywa się w hotelu w Zdrojowie. Kuracjusze (Stefan, Emil i Władysław) narzekają na brak rozrywek w uzdrowisku. Innego zdania jest profesor Dodowski, który lubi spokój i porządek, a nie lubi damskiego towarzystwa. Na szczęście w uzdrowisku jest tylko jedna dama - pani Piperkowska. Okazuje się, że w jej córce Basi akurat jest zakochany młody siostrzeniec Profesora (Placyd), który widywał ją przez okno we Lwowie. Zarówno jego wujaszek, jak i znudzeni kuracjusze dokładają starań, by przedstawić młodzieńca pani Piperkowskiej. Im bardziej się jednak starają, tym bardziej pani Piperkowska jest oburzona ich grubiaństwem. Wujaszek Dodowski przypomina sobie, że jako młody człowiek również był zakochany w pewnej panience, dla której ułożył sprośną piosenkę. Podczas zakrapianego wieczorku Profesor śpiewa swoją piosenkę, której uczy się na pamięć Placyd. Gdy piosenka dociera do uszu pani Piperkowskiej, okazuje się, że to ona jest ową panienką z młodości Profesora.